# Hernando (Mississippi)
Hernando é uma cidade localizada no estado americano de Mississippi, no Condado de DeSoto.

## Demografia
Segundo o censo americano de 2000, a sua população era de 6812 habitantes.
Em 2006, foi estimada uma população de 10.580, um aumento de 3768 (55.3%).

## Geografia
De acordo com o United States Census Bureau tem uma área de
29,5 km², dos quais 29,3 km² cobertos por terra e 0,2 km² cobertos por água. Hernando localiza-se a aproximadamente 81 m acima do nível do mar.

## Localidades na vizinhança
O diagrama seguinte representa as localidades num raio de 20 km ao redor de Hernando.